# Anna Uszenina
Anna Uszenina, ukr. Анна Ушенiна (ur. 30 sierpnia 1985 w Charkowie) – ukraińska szachistka, arcymistrzyni od 2003, posiadaczka męskiego tytułu arcymistrza od 2012, mistrzyni świata w latach 2012–2013.

## Kariera szachowa
Wielokrotnie zajmowała czołowe miejsca w mistrzostwach Ukrainy juniorek, m.in. w latach 1997 (Kijów, dz. I m. w kategorii do lat 12), 1998 (Kijów, I m. do lat 14), 1999 (Kijów, dz. I m. do lat 14), 2000 (Charków, dz. I m. z Anną Zozulią, do lat 20), 2002 (Kramatorsk, I m. do lat 20) oraz 2005 (Charków, dz. I m. z Natalią Zdebską, do lat 20). W 2005 w Ałuszcie zdobyła również swój pierwszy tytuł indywidualnej mistrzyni Ukrainy, natomiast rok później w mistrzostwach kraju w Odessie zajęła II miejsce (po przegranej dogrywce o złoty medal z Oksaną Wozowik).
W 2004 triumfowała w międzynarodowym turnieju w Kijowie i w memoriale Ludmiły Rudenko w Petersburgu oraz zajęła V miejsce w mistrzostwach świata juniorek do lat 20, rozegranych w Koczinie. W bardzo dla niej udanym 2006 roku wystąpiła w Jekaterynburgu w mistrzostwach świata systemem pucharowym (w I rundzie pokonując Jekatierinę Korbut, a w II ulegając Xu Yuhua). W 2008 zdobyła w Płowdiwie brązowy medal indywidualnych mistrzostw Europy, podzieliła II m. (za Antoanetą Stefanową, wspólnie z Marie Sebag) w turnieju North Urals w Krasnoturjinsku oraz wystąpiła w mistrzostwach świata w Nalczyku, gdzie awansowała do IV rundy (najlepszej ósemki turnieju), w której przegrała z późniejszą zwyciężczynią, Aleksandrą Kostieniuk. W 2010 zwyciężyła w turnieju Rector Cup w Charkowie. W 2012 r. odniosła największy sukces w karierze, zdobywając w Chanty-Mansyjsku tytuł mistrzyni świata kobiet (w finale pokonując Antoanetę Stefanową) (za to osiągnięcie otrzymała męski tytuł arcymistrza). W 2013 straciła tytuł mistrzyni świata, przegrywając w Taizhou z Hou Yifan w stosunku 1½ : 5½.
Wielokrotnie reprezentowała Ukrainę w rozgrywkach drużynowych, między innymi:
- pięciokrotnie na olimpiadach szachowych (w latach 2006, 2008, 2010, 2012, 2014); czterokrotna medalistka: wspólnie z drużyną – złota (2006), srebrna (2008) i dwukrotnie brązowa (2012, 2014)[11]
- pięciokrotnie na drużynowych mistrzostwach świata (w latach 2007, 2009, 2011, 2013, 2015); pięciokrotna medalistka: wspólnie z drużyną – złota (2013) i dwukrotnie brązowa (2007, 2009) oraz indywidualnie – srebrna (2013 – na II szachownicy) i brązowa (2007 – na II szachownicy)[12]
- pięciokrotnie na drużynowych mistrzostwach Europy (w latach 2005, 2007, 2009, 2011, 2013); pięciokrotna medalistka: wspólnie z drużyną – złota (2013) i brązowa (2009) oraz indywidualnie – dwukrotnie złota (2007 – na III szachownicy, 2011 – na III szachownicy) i brązowa (2013 – na II szachownicy)[13]
- na drużynowych mistrzostwach Europy juniorów do 18 lat (w roku 2002); medalistka: wspólnie z drużyną – złota (2002)[14].

Najwyższy wynik rankingowy w dotychczasowej karierze osiągnęła 1 lipca 2007; mając 2502 punktów, zajmowała wówczas 8. miejsce na światowej liście FIDE, jednocześnie zajmując 1. miejsce wśród szachistek ukraińskich.